# LEVIATHAN (cryptographie)
Pour les articles homonymes, voir Léviathan (homonymie).

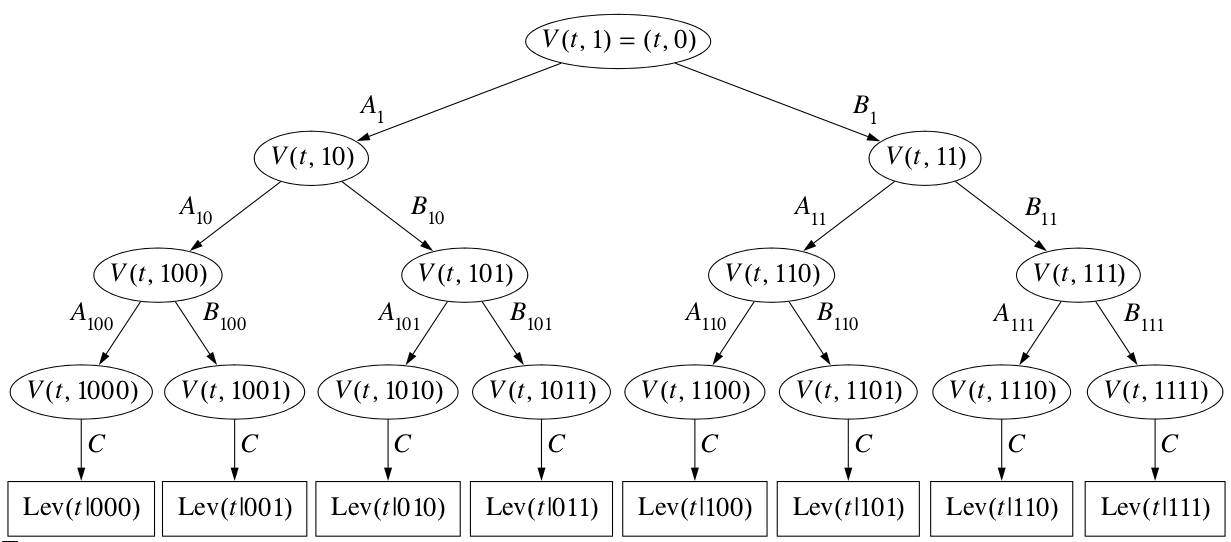
Génération du flux pseudo-aléatoire (en bas de l'image) dans LEVIATHAN

LEVIATHAN est un algorithme de chiffrement de flux soumis au projet NESSIE par Scott Fluhrer et David McGrew.
Il s'agit d'un chiffrement de flux « accessible » (seekable stream cipher), ce qui signifie que l'utilisateur peut efficacement avancer jusqu'à n'importe laquelle des parties de la clé de chiffrement, comme le mode d'opération CTR ou le Salsa20 ; mais contrairement à ces méthodes de chiffrement, LEVIATHAN génère de manière particulièrement efficace les blocs continus constituant la clé grâce à la structure en arbre de la génération du flux des bits de ladite clé.
Pour autant, LEVIATHAN n'est pas considéré comme sûr, vu que des attaques contre ce mode opératoire (distinguishing attacks) nécessitent 236 octets de données ou une démarche équivalente.
LEVIATHAN nécessite 11 cycles par octet sur un microprocesseur Pentium II.